# Sankt-Egidius-Kirche (Magdeburg)

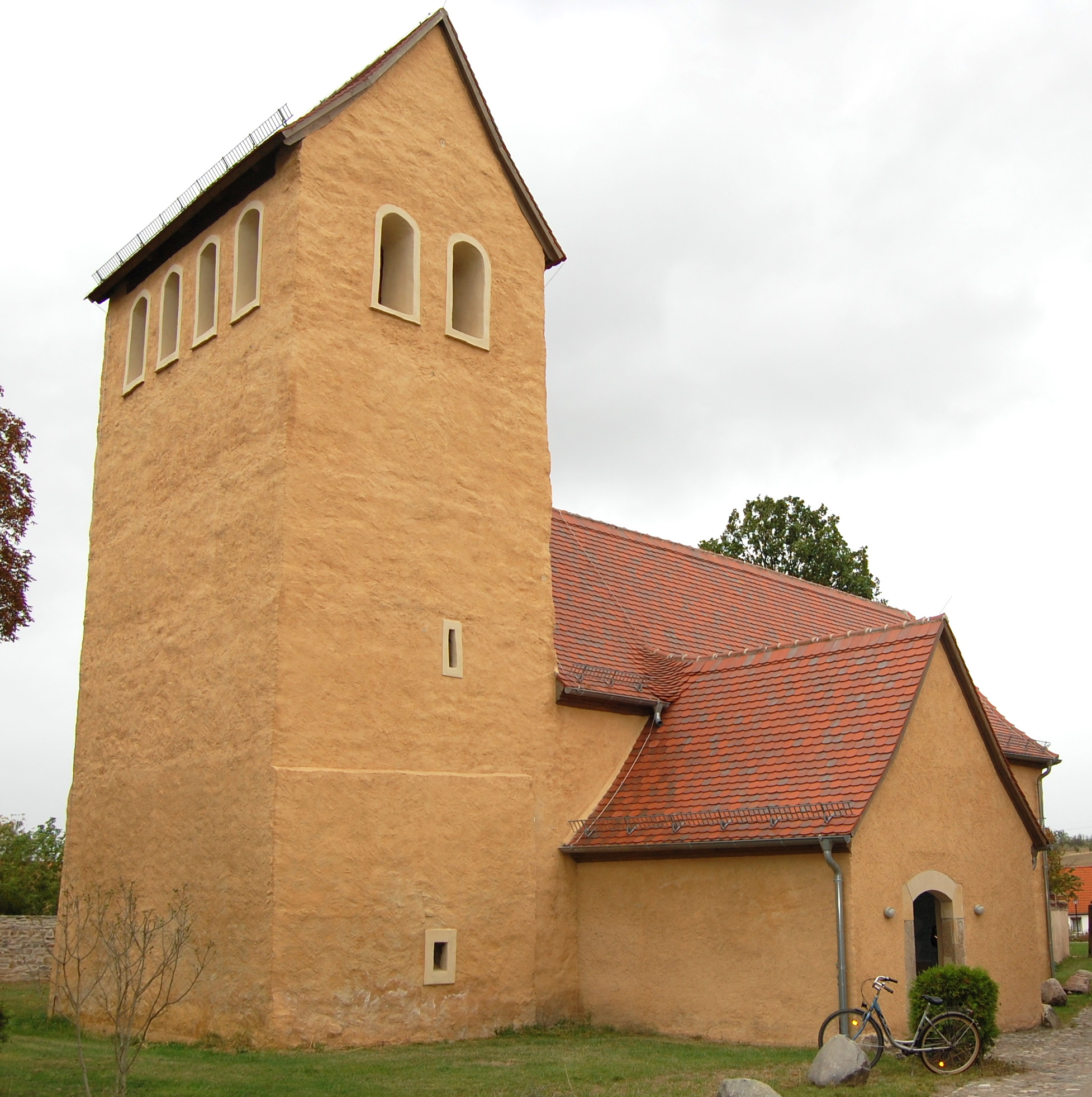
Sankt-Egidius-Kirche in Magdeburg-Sohlen im Jahr 2009

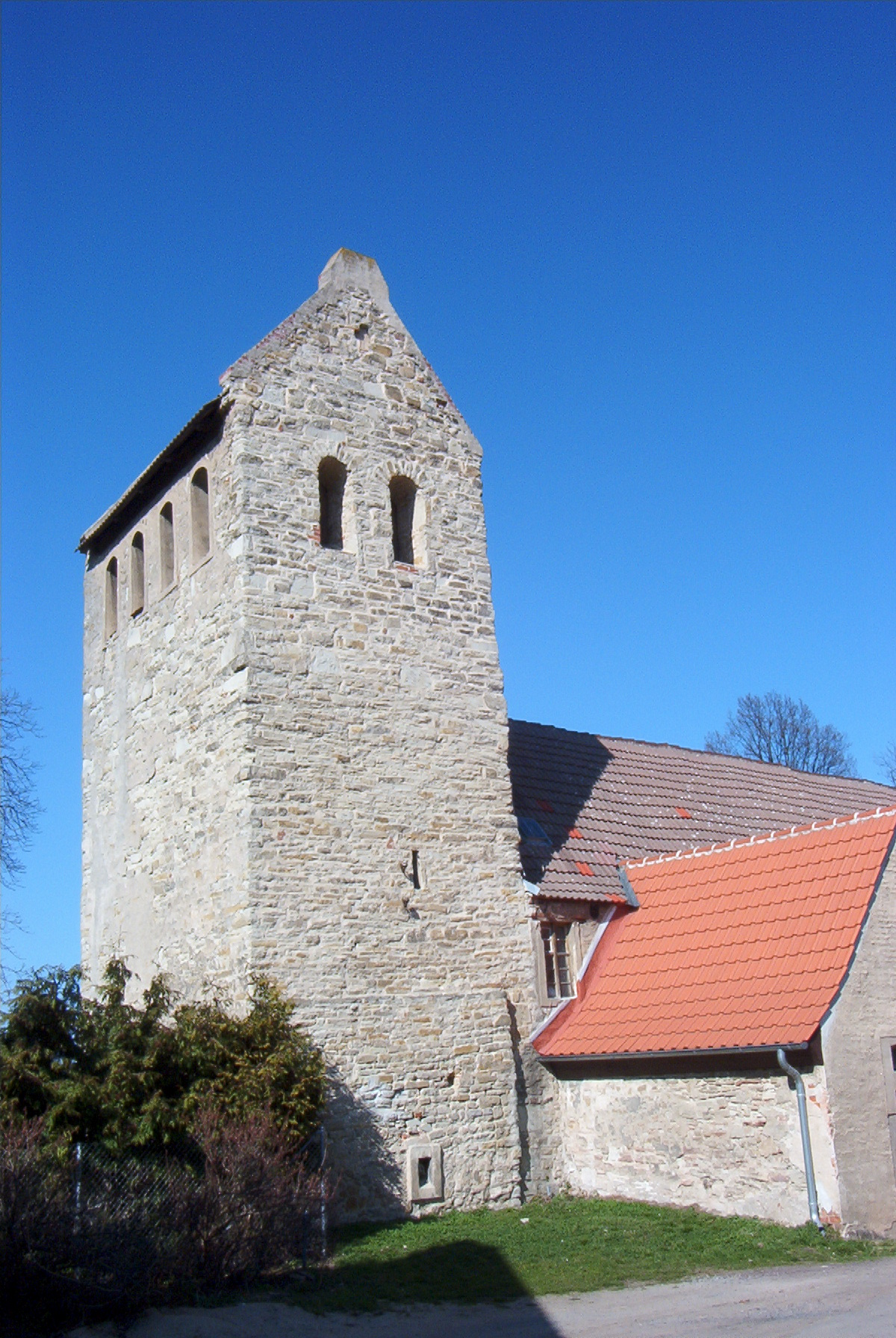
Kirche im Jahr 2005

Die Sankt-Egidius-Kirche ist eine evangelische Kirche im Magdeburger Stadtteil Beyendorf-Sohlen, Ortsteil Sohlen. Sie ist nach dem Heiligen Ägidius benannt.

## Baugeschichte
Die Ursprünge dieser kleinen spätromanischen Dorfkirche stammen aus dem 12. Jahrhundert. Ältester Teil der Kirche ist der aus dieser Zeit stammende Westteil des Kirchenschiffes. Um 1200 erfolgte sodann der Anbau des als Westquerturm ausgeführten Kirchturms, welcher zwar direkt an das Schiff angrenzt, aber nicht mit diesem verzahnt wurde. Der Turm wurde auf die ältere westliche Giebelwand des Schiffs aufgemauert. Der ältere Giebel blieb mit Teilen der historischen Verputzung erhalten.
Während der Gotik erfolgte eine Verlängerung des Kirchenschiffs nach Osten. Am östlichen Ende entstand im 14. Jahrhundert eine polygonale Apsis. Bemerkenswert ist der Dachstuhl der Kirche, der noch aus der Zeit vor dem Dreißigjährigen Krieg stammt und damit der älteste Dachstuhl in der gesamten Region Magdeburg ist. Im Chor befinden sich Maßwerkfenster.
Im Barock entstand die südlich gelegene Vorhalle, andere Quellen datieren die Halle auf das Jahr 1875. Auch wurden einige Fenster erweitert. Die Schallöffnungen des Turms gehen gleichfalls auf diese Zeit zurück. Die Eichentür an der Vorhalle entstand inschriftlich in den 70er Jahren des 18. Jahrhunderts.
Ab Ende August 2005 erfolgte über ein Jahr eine Sanierung der Kirche. Das Dach wurde mit Biberschwanzziegeln neu gedeckt. Die Kirche wurde sowohl an der Innen- als auch an der Außenseite neu verputzt. Unter der Empore erfolgte der Einbau einer Winterkirche. Abgetrennt durch eine Glaswand entstand dort ein elektrisch beheizbarer Raum.

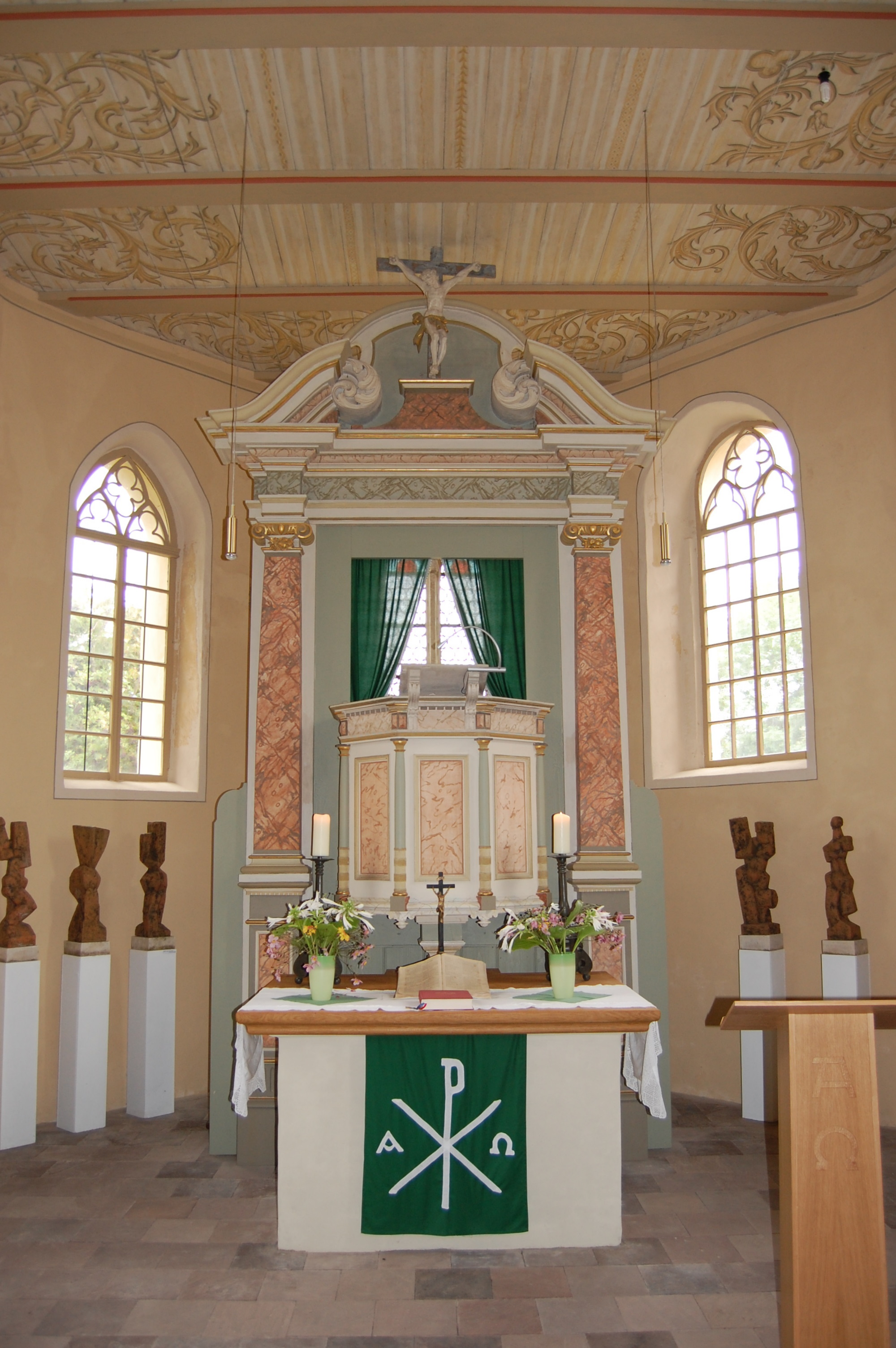
Kanzelaltar

## Ausstattung
Die Kirche verfügt über eine einheitliche barocke Ausstattung, die jedoch bei Restaurierungsarbeiten im Jahr 1875 reduziert wurde. Bemerkenswert ist ein Kanzelaltar aus dem Zeitraum 1710 bis 1720 und ein Taufbecken aus Sandstein, welches nach einer Inschrift aus dem Jahr 1677 stammt.
Ein Abendmahlskelch der Kirche aus dem 17. Jahrhundert, der „auf Umwegen“ nach Dänemark gelangt war, konnte 2025 vom Kulturhistorischen Museum Magdeburg erworben werden.